# Heng Samrin

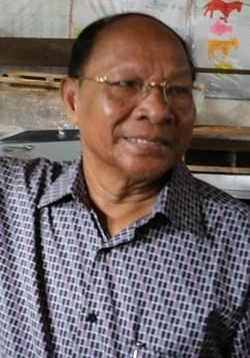
Heng Samrin, 2013.

Heng Samrin, född 25 maj 1934 i Kampong Cham-distriktet i Franska Indokina (nuvarande Kambodja), är en kambodjansk politiker, som var statsöverhuvud och ledare för den Vietnamstödda Folkrepubliken Kampuchea (nuvarande Kambodja) från 1979 till 1992. Han är hedersordförande för Kambodjanska folkpartiet och sedan 2006 ordförande för Kambodjas nationalförsamling.
Heng Samrin tillhörde från början Röda khmererna men flydde i maj 1978 från Demokratiska Kampuchea till Vietnam, och insattes följande år som statschef sedan Vietnam ockuperat landet och inrättat Folkrepubliken Kampuchea. Hans regering utmärktes av ett starkt fördömande av den tidigare regimens omfattande brott mot mänskligheten och ett utdraget gerillakrig mot Röda khmererna, som etablerat baser längs gränsen mot Thailand. 1985 förlorade han den reella makten till Hun Sen, den nye premiärministern. Sedan de vietnamesiska trupperna under påtryckningar från FN dragits tillbaka 1989 rämnade hans styre hastigt. Han avgick som statschef 1992, året innan de första demokratiska valen hölls och monarkin återupprättades.